# حوری آسمانی
حوری آسمانی (انگلیسی: The Divine Nymph) یک فیلم درام ایتالیایی است که در سال ۱۹۷۵ منتشر شد. این فیلم در بیست و ششمین دورهٔ جشنواره بین‌المللی فیلم برلین به نمایش درآمد.

## گزیدهٔ بازیگران
- لائورا آنتونلی
- ترنس استامپ
- میکله پلاچیدو
- دوئیلیو دل پره‌ته
- اتوره مانی
- کارلو تامبرلانی
- مارینا برتی
- دوریس دورانتی
- مارچلو ماسترویانی
- تینا اَمون
- کورادو آنیچلی
- آنا ملیتا